# Эпитаксия на металлы
Химическое осаждение паров на металлы позволяет производить графен большой площади с хорошей подвижностью. В основе метода лежит процесс каталитического разложения метана или другого газа источника углерода, на поверхности катализатора. В качестве катализатора (подложки) выступает медная фольга. Температура в камере, через которую прокачивают газ-прекурсор, обычно составляет около 1000 °C. При такой температуре газ разлагается и формируется графен на поверхности меди, причём процесс прекращается после полного покрытия подложки. Этот метод позволяет получить наиболее качественные слои большой площади. Создана также прокатная технология производства. Если в качестве фольги использовать никель, то углерод растворяется в металле при высокой температуре и при охлаждении на поверхности формируются слои графена. Толщина плёнки зависит от количества растворённого углерода.
Графен также можно выращивать на других металлах с гексагонально решёткой поверхности, такие как иридий (111) и рутений (0001).

## Список литературы
- Елецкий А. В., Искандарова И. М., Книжник А. А., Красиков Д. Н. Графен: методы получения и теплофизические свойства // УФН. — 2011. — Т. 181. — С. 227—258. — doi:10.3367/UFNr.0181.201103a.0233.